# ماجي
ماجي (بالإنجليزية: Maggi)‏ هي شركة لإنتاج المواد الغذائية تابعة لشركة نستله. ماجي هي عدة منتجات تتعلق بالطبخ والشوربات والصلصات. أكثرها شهرة هي مكعبات المرق سواء مرق الدجاج أو اللحم أو الخضروات، وهناك الكثير من هذه المكعبات المقلدة ويمكننا معرفة المقلد من ماجي الاصلي بالانتباه الكتابة اللامعة على الورق الذهبي المغلف به هذه المكعبات من ماجي
بدأ تاريخ ماجي في القرنٍ الماضي سنة 1884، حيث اخترع يوليوس ماجي شوربة الفاصوليا والبازيلاء المجففة، بغرض تأمين وجبة غذائية سهلة التحضير للنساء العاملات في المصانع واللواتي لا تتوفر لديهن الوقت الكافي لتحضير الوجبات. وقد حسّن هذا الاختراع صحة الأشخاص بشكل ملحوظ وتلى ذلك إنتاج صلصة وشوربة ماجي سريعة التحضير، وبعد فترة قصيرة، قام يوليوس ماجي بتطوير المرقة المركّزة، أولا على شكل حبوب وبعدها على شكل مكعّبات. بعد أكثر من 100 عام، ما زال اسم ماجي رائدًا للمنتجات عالية الجودة التي تجمع سهولة التحضير والأسعار المناسبة.

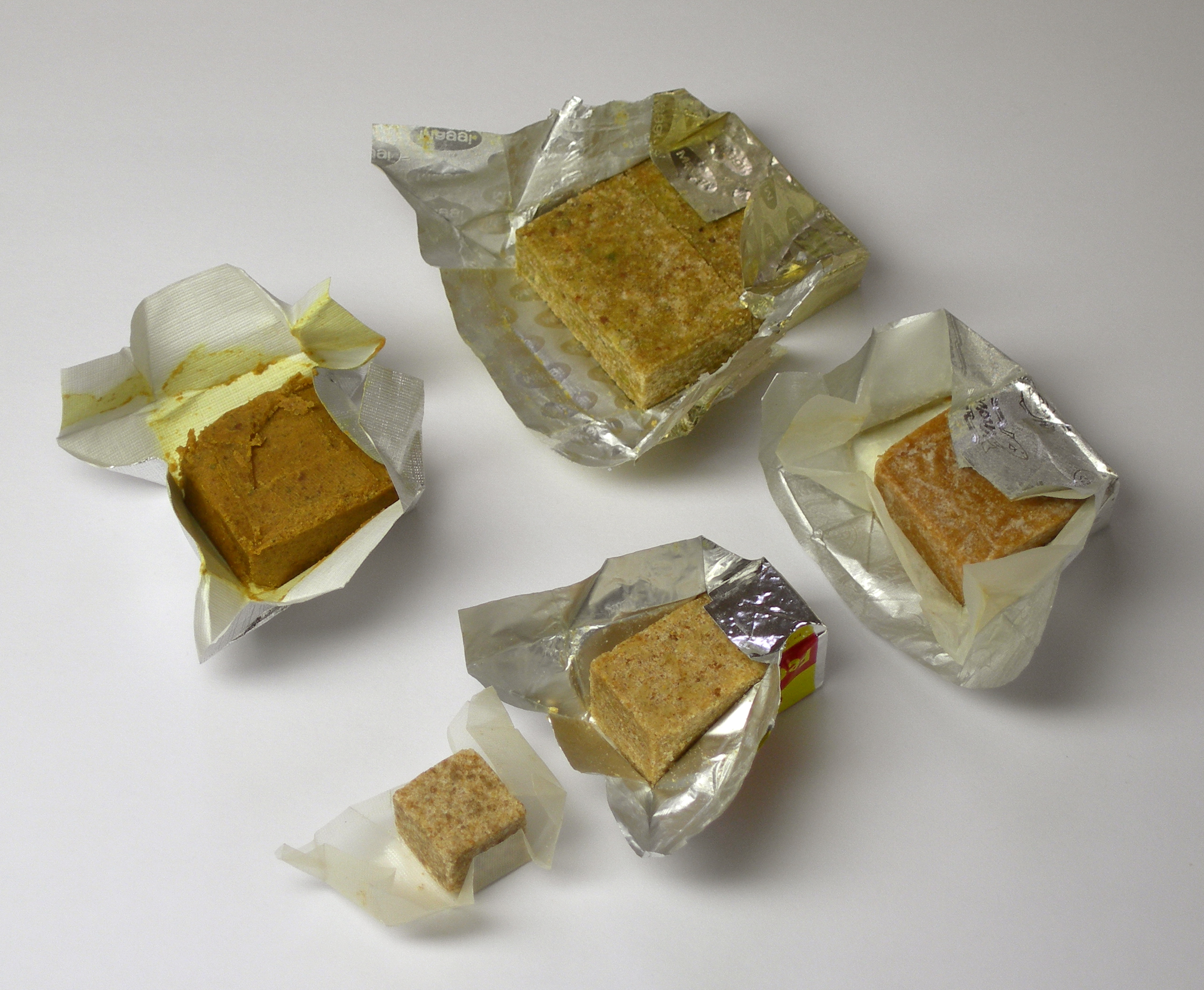
مكعبات مرق